# Martino Bitti
Martino Bitti (Genova, 1656 – Firenze, 2 febbraio 1743) è stato un compositore e violinista italiano dell'epoca tardo-barocca e del primo Settecento.

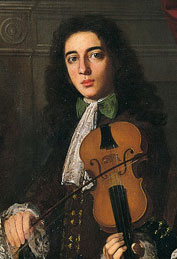
Martino Bitti

Fu valente violinista, maestro e compositore, appartenente alla nutrita schiera dei post-corelliani.

## Biografia
Martino Bitti nacque a Genova verso il 1656 e si formò musicalmente a Venezia forse col violinista Giovanni Battista Vivaldi, padre del più celebre Antonio.
Già dal 1688 Bitti fu a Firenze, prima al servizio di Ferdinando de' Medici come generico "suonatore di violino" e poi a quello di Cosimo III come "primo violino" (1689).
Nel capoluogo toscano restò per oltre un trentennio, probabilmente fino alla morte avvenuta nel 1743.
Di lui si ricordano:
- Un libro di Sonate per violino a tre (1710) e
- Un libro di Otto suonate à due per suonarsi con flauto overo violino e basso (1711), pubblicati entrambi a Londra intorno al 1715.
- Un concerto per violino, pubblicato ad Amsterdam.
- Cantate per Voce sola e b. c.
- Una raccolta di concerti di Torelli e Vivaldi.

## Discografia
- Martino Bitti, Sonate per flauto, 1711, Chroma Baroque Ensemble, Tactus, TC650202, 2024.